# Мерья, Яссин
Яссин Мерья (араб. ياسين مرياح‎; родился 2 июля 1993, Арьяна, Тунис) — тунисский футболист, защитник клуба «Эсперанс (Тунис)» и сборной Туниса. Участник чемпионата мира 2018 года.

## Клубная карьера

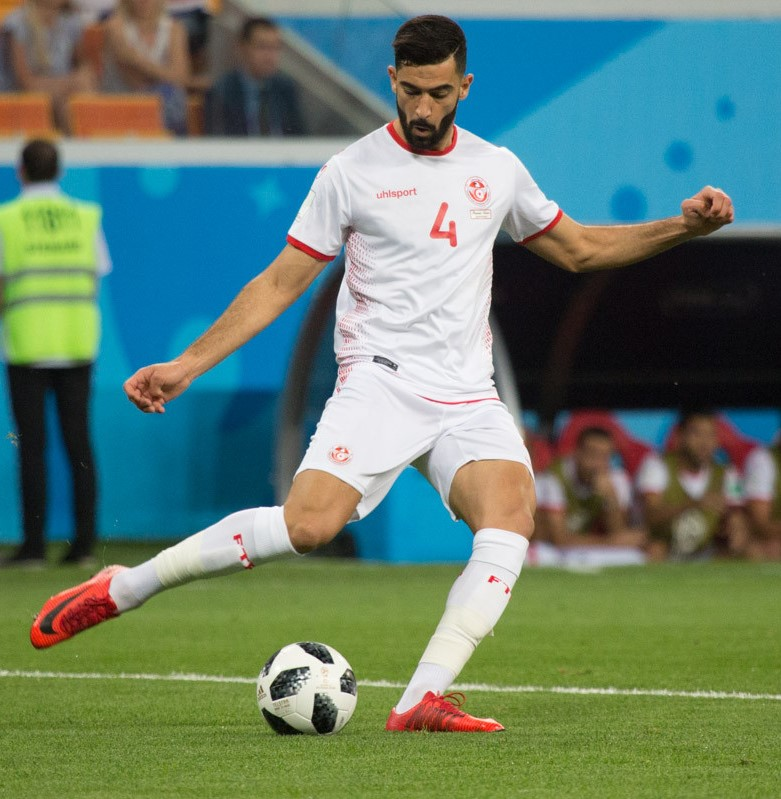
Мерья в составе сборной Туниса

Мерья начал карьеру в клубе «Митлави». 29 декабря 2013 года в матче против «Хаммам-Лиф» он дебютировал в чемпионате Туниса. В начале 2015 года Мерья перешёл в «Сфаксьен». 18 февраля в матче против «Джерба» он дебютировал за новую команду. 28 февраля в поединке против «Ла-Марса» Яссин забил свой первый гол за «Сфаксьен».
Летом 2018 года Мерья перешёл в греческий «Олимпиакос». 26 августа в матче против «Левадиакоса» он дебютировал в греческой Суперлиге. 2 сентября в поединке против ПАС Янина Яссин забил свой первый гол за «Олимпиакос». 
В начале 2020 года Мерья на правах аренды перешёл в турецкий клуб «Касымпаша». 2 февраля в матче против «Анкарагюджю» он дебютировал в турецкой Суперлиге. Летом того же года Мерья был арендован клубом «Ризеспор». 20 сентября в матче против бывшего клуба «Касымпаша» он дебютировал за новую команду. 6 декабря в поединке против «Фатих Карагюмрюк» Яссин забил свой первый гол за «Ризеспор». 
Летом 2021 года Мерья подписал контракт с эмиратским «Аль-Айн», подписав контракт на два года. Сумма трансфера составила 2 млн. евро. 20 августа в матче против «Хаур-Факкана» он дебютировал в Про Лиге. 25 августа в поединке против «Эмирейтс» Яссин забил свой первый гол за «Аль-Айн».

## Международная карьера
В 2015 году в составе олимпийской сборной Туниса Мерья принял участие в Кубке Африки для игроков не старше 23 лет в Сенегале. На турнире он сыграл в матчах против команд Замбии, Сенегала и ЮАР.
13 июня 2015 года в матче против сборной Марокко Мерья дебютировал за сборную Туниса. 1 сентября 2017 года в отборочном матче чемпионата мира 2018 против сборной ДР Конго он забил свой первый гол за национальную команду.
В 2018 году Мерья принял участие в чемпионате мира в России. На турнире он сыграл в матча против команд Англии, Бельгии и Панамы.
В 2019 году Мерья принял участие в Кубке Африки в Египте. На турнире он сыграл в матчах против команд Анголы, Мали, Мавритании, Нигерии, Сенегала, Мадагаскара и Ганы.

### Голы за сборную Туниса
| #   | Дата            | Место                             | Противник | Счёт | Результат | Соревнование                     |
| --- | --------------- | --------------------------------- | --------- | ---- | --------- | -------------------------------- |
| 01. | 1 сентября 2017 | Олимпийский стадион, Радес Тунис  | ДР Конго  | 1:0  | 2:1       | Чемпионат мира 2018 квалификация |
| 02. | 13 октября 2018 | Олимпийский стадион, Радес, Тунис | Нигер     | 1:0  | 1:0       | Кубок Африки 2019 квалификация   |
| 03. | 22 марта 2019   | Олимпийский стадион, Радес Тунис  | Эсватини  | 4:0  | 4:0       | Кубок Африки 2019 квалификация   |